# Atractus clarki
Atractus clarki – gatunek węża z rodziny połozowatych (Colubridae), występujący w skrajnie wschodniej części Ameryki Centralnej i w północno-zachodniej Ameryce Południowej.
Występuje od Minas De Cana w Panamie do Restrepo w Valle del Cauca w Kolumbii na wysokościach od poziomu morza do 1500 m n.p.m. Jego habitatem są nizinne lasy wilgotne i podmokłe lasy tropikalne. Atractus clarki charakteryzuje się czarnym grzbietem z drobnymi jaśniejszymi paskami, kremowym brzuchem z ciemnymi bocznymi brzegami oraz charakterystycznymi czerwono-różowymi zabarwieniami w tylnej części głowy.